# Дисилицид лантана
Дисилицид лантана — бинарное неорганическое соединение металла лантана и кремния с формулой LaSi2, серые кристаллы.

## Получение
- Электролиз расплава смеси оксида лантана, диоксида кремния, карбоната, фторида  и хлорида кальция при 1100°С.

## Физические свойства
Дисилицид лантана образует серые кристаллы 
тетрагональной сингонии, пространственная группа I 41/amd, параметры ячейки a = 0,4272 нм, c = 1,372 нм, Z = 4.